# 卡琳·安·哈洛斯
卡琳·安·哈洛斯（英語：Caryn Ann Harlos）是美国自由意志党执行机构自由意志党全国委员会（LNC）的第17任即现任秘书。在2018年当选前，她曾在科罗拉多州自由意志党担任过多个职位，并担任第一地区（阿拉斯加州、亚利桑那州、科罗拉多州、堪萨斯州、夏威夷州、蒙大拿州、犹他州、华盛顿州和怀俄明州）的自由意志党全国委员会代表。

## 职业
在从政之前，哈洛斯做了20年的律师助理，从事文件管理工作，并一直受雇于该领域。哈洛斯于2014年加入了自由意志党和科罗拉多州的州分支机构。她后来担任该分支机构的通讯总监，自由意志党全国委员会的第一地区代表，历史保护委员会主席，2018年自由意志党全国代表大会国家平台委员会成员。她在2016年加入了激进党团。
2018年7月3日，在2018年大会上，哈洛斯以372票、56.6%的代表票当选为第17任自由意志党全国委员会秘书。现任秘书艾丽西娅·马特森获得36%的选票。
在当选全国委员会秘书一个月后，她谴责了她眼中的社会主义者加入该党，声称自由意志主义与政治派别中的左派和右派都有明显的区别。大约一年前，该党谴责了一个类似的问题，另类右翼开始对自由意志主义感兴趣。哈洛斯还主张在自由意志党内采取反堕胎的立场。
在2020年7月的自由意志党全国代表大会上，哈洛斯以51%的选票再次当选为全国委员会秘书。
她以亮粉色的头发和戴着自由女神像样式的皇冠出席活动而闻名。她把自己描述为一个自由意志主义者。

### 选票自拍诉讼
2016年10月，哈洛斯在针对科罗拉多州国务卿韦恩·W·威廉姆斯、科罗拉多州总检察长辛西娅·科夫曼和丹佛地方检察官米切尔·R·莫里西的诉讼中质疑科罗拉多州的“选票自拍”法的合宪性。在提起诉讼之前，她曾请求科夫曼和莫里西宣布这项法律违宪，但遭到了他们的拒绝。在诉讼中，她辩称，她有权张贴自己投票给自由意志党候选人的照片，以促进该党的发展。另外两名原告也参与了这场诉讼，他们都因拍摄和分享选票照片而触犯了法律，因此面临被起诉的风险。这是针对该法律提起的第二起诉讼，第一起由科罗拉多州参议员欧文·希尔提起。2016年11月，一名联邦法官下达了一项初步禁令，阻止该州起诉违反法律的人，2017年3月，州长约翰·希肯卢珀签署了一项法案，允许选票自拍。

### 2016年选举
2016年，自由意志党的总统候选人是加里·约翰逊，他将比尔·韦尔德提升为副总统候选人。哈洛斯反对韦尔德，主张让激进党团的一名成员参与进来，以平衡约翰逊的一些不符合典型自由意志主义立场的观点。在2016年自由意志党全国代表大会上，她为副总统候选人威尔·科利发表了提名演讲，后者输给了韦尔德。
她以科罗拉多州自由意志党发言人的身份，严厉批评了唐纳德·特朗普和希拉里·克林顿这两大政党的候选人，称他们是“自古罗马以来最不受欢迎的两位候选人”，并预言“我们所知的两党政治体系将消亡。”
选举结束后，当自由意志党的党员人数减少时，哈洛斯联系了那些让自己的党员资格过期的人，试图留住缴纳会费的党员。尽管党内存在重大的意识形态冲突，但哈洛斯听到的大多是与这些无关的原因。接触的大多数成员对该党主席和副主席的姓名完全不熟悉。

### 2020年选举
哈洛斯在第十五选区参加了2020年科罗拉多州众议院选举，最终位列第三名，落后于现任民主党人丹妮娅·埃斯加尔。

### 历史保护
2017年，作为第一地区自由意志党全国委员会的代表，哈洛斯致力于建立历史保护委员会。它的任务是维护该党的历史，并为此提供了1万美元的预算。她收集了文件、录音带、保险杠贴纸、纽扣、传单和其他过去聚会的物品。这些文件随后在委员会基于MediaWiki的社区驱动项目LPedia中进行了组织和数字化。2018年，哈洛斯等人追回了在eBay上找到的自由意志党的创始文件《原则声明》（Statement of Principles）。

### 药物宣传
2018年初，哈洛斯宣布，她反对丹佛环境卫生局对植物止痛剂和兴奋剂卡痛的禁令。当时，她是科罗拉多州自由意志党的通讯主任。她同意自由意志党的观点，认为政府无权规定这种药物是否可以使用。哈洛斯自己也用这种药物来治疗退行性背部疾病和椎管狭窄。

## 个人生活
哈洛斯与韦恩·哈洛斯结婚，韦恩·哈洛斯也活跃在自由意志党，并担任科罗拉多州自由意志党主席。她还被选为科罗拉多州自由意志党的秘书，并且是她所在的县党，道格拉斯县自由意志党的书记。